# Centre interuniversitaire d’études et de recherches autochtones
Le Centre interuniversitaire d’études et de recherches autochtones, connues également sous le sigle CIÉRA, a pour mission l’étude et la recherche sur les questions autochtones au Canada et dans le monde.

## Histoire
Les origines du CIÉRA remontent à la fondation du Centre d'études nordiques en 1961. Lorsque le CÉN se spécialise dans les sciences naturelles au détriment des sciences humaines et sociales au début des années 1980, les chercheurs de ces disciplines fondent en 1987 le Groupe d'études inuit et circumpolaires (GÉTIC), affilié à la Faculté des sciences sociales de l’Université Laval. Le GÉTIC sera actif jusqu’en 2004 ou il sera remplacé par CIÉRA, un centre interuniversitaire de recherche reconnue par l’Université Laval,,. 

## Description
Le CIÉRA est, depuis 2017, un regroupement stratégique reconnu et subventionné par le Fonds de Recherche du Québec Société et Culture. Le regroupement compte trois pôles : à l’Université Laval, à Montréal (UQÀM et Université de Montréal) et à l’Université du Québec en Outaouais. Il compte également des chercheurs de l’UQAT, de l’Université de Sherbrooke, d’universités canadiennes et à l’internationale.
Les recherches du CIÉRA se font en collaboration avec les communautés autochtones dans une approche multidisciplinaire, interdisciplinaire et globalisante. Le centre publie Études Inuit Studies et les Cahiers du CIÉRA. 